# Араукита
Араукита (исп. Arauquita) — город и муниципалитет на северо-востоке Колумбии, на территории департамента Араука.

## История
Поселение, из которого позднее вырос город, было основано в 1675 году. Муниципалитет Араукита был выделен в отдельную административную единицу в 1943 году.

## Географическое положение
Город расположен в северо-западной части департамента, вблизи границы с Венесуэлой, на правом берегу реки Араука, на расстоянии приблизительно 72 километров к востоку от города Араука, административного центра департамента. Абсолютная высота — 252 метра над уровнем моря.

Муниципалитет Араукита граничит на западе с территорией муниципалитета Саравена, на юго-западе — с муниципалитетами Фортуль и Таме, на юго-востоке — с муниципалитетом Пуэрто-Рондон, на востоке — с муниципалитетом Араука, на севере — с территорией Венесуэлы. Площадь муниципалитета составляет 3060 км².

## Население
По данным Национального административного департамента статистики Колумбии, совокупная численность населения города и муниципалитета в 2015 году составляла 41 309 человек.
Динамика численности населения муниципалитета по годам:
| 2005   | 2006   | 2007   | 2008   | 2009   | 2010   | 2011   | 2012   | 2013   | 2014   | 2015   |
| ------ | ------ | ------ | ------ | ------ | ------ | ------ | ------ | ------ | ------ | ------ |
| 36 745 | 37 224 | 37 690 | 38 147 | 38 615 | 39 067 | 39 523 | 39 984 | 40 432 | 40 872 | 41 309 |

Согласно данным переписи 2005 года мужчины составляли 49,7 % от населения Араукиты, женщины — соответственно 50,3 %. В расовом отношении белые и метисы составляли 95,2 % от населения города; негры, мулаты и райсальцы — 4,8 %.
Уровень грамотности среди всего населения составлял 80,2 %.

## Экономика
Основу экономики Араукиты составляет сельскохозяйственное производство и добыча ископаемых углеводородов.

61,9 % от общего числа городских и муниципальных предприятий составляют предприятия торговой сферы, 30,8 % — предприятия сферы обслуживания, 6,4 % — промышленные предприятия, 0,9 % — предприятия иных отраслей экономики.

## Транспорт
Через город проходит национальное шоссе № 66 (исп. Ruta Nacional 66).